# NGC 6351
NGC 6351 is een peculiair sterrenstelsel in het sterrenbeeld Hercules. Het hemelobject werd op 15 juli 1879 ontdekt door de Franse astronoom Édouard Jean-Marie Stephan.

## Synoniemen
- MCG 6-38-17
- PGC 60063